# Echium lancerottense
Echium lancerottense är en art av strävbladiga växter som beskrevs 1968 av Kornelius Lems och Christina Marie Holzapfel. Den ingår i släktet snokörter, och familjen strävbladiga växter. Utöver nominatformen finns också underarten E. l. macrantha.